# شهاب بن أحمد
شهاب بن أحمد(18 يوليو 1966 - 21 يوليو 2022)، هو وزير النقل في حكومة مهدي جمعة التونسية التي أعلن عن تشكيلها في 26 يناير 2014.

## المسار المهني
تقلد شهاب بن أحمد العديد المناصب في دولة التونسية من أهمها :
- مدير عام مساعد الخطوط التونسية، مدير عام ورئيس مجلس إدارة الخطوط التونسية الفنية. 2013
- مدير عام مساعد الخطوط التونسية، مدير عام ورئيس مجلس إدارة الخطوط التونسية للخدمات الأرضية ومدير عام شركة الخدمات المعلوماتية والاتصال للطيران (مجمع الخطوط التونسية) 2012
- ممثل عام للخطوط التونسية بجمهورية مصر. 2011
- مدير إدارات الإستغلال والتموين وشحن البضائع. 2008
- مدير الاتصالات. 2001
- رئيس مشاريع الإعلامية وتكنولوجيات الإتصال. 1999
- مهندس أول سلامة الشبكات والمعلوماتية. 1992
- مهندس باحث بالمعهد الجهوي لعلوم الإعلامية والاتصالات- تونس. 1991

## الحياة الشخصية
متزوج وأب لطفلين